# راکول ایکس-۳۰
راکول ایکس-۳۰ هواپیمای ساخت ناسا بود که پروژه ان در ۱۹۹۳ لغو شد.

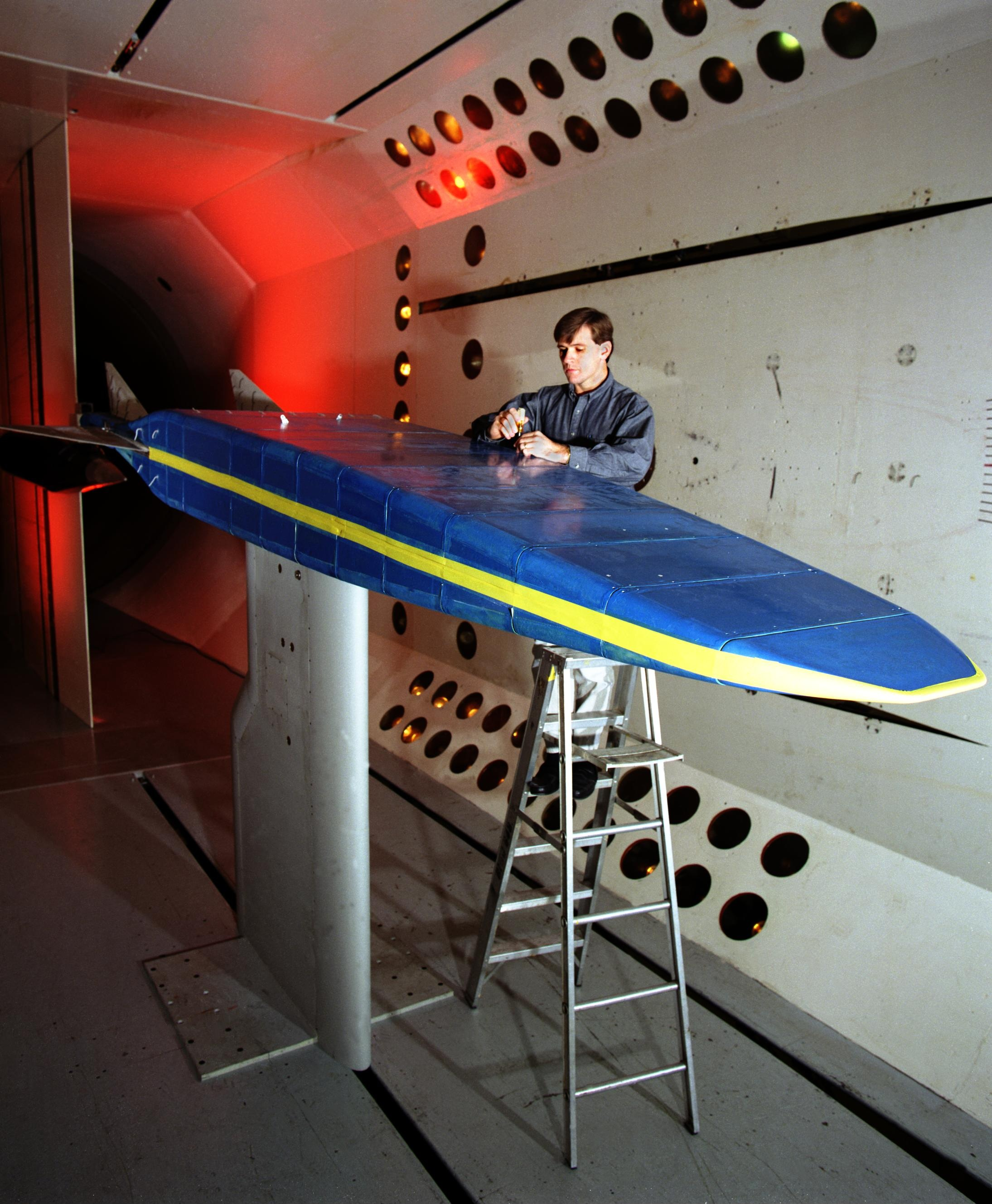
نمونه ایکس-۳۰ در تونل باد

## مشخصات ایکس-۳۰
مشخصات عمومی
- طول:  ()
- پهنای بال:  ()
- ارتفاع:  ()

 عملکرد 
- Stage 1: 1 x X-30.
- Isp: 1,550 sec
- Burn time: 886 sec
- Propellants: Air/Slush LH2[۱]